# Stories (飯塚雅弓のアルバム)
『Stories』（ストーリーズ）は、飯塚雅弓の12枚目のオリジナルアルバム。2008年7月23日に徳間ジャパンコミュニケーションズから発売された。

## 概要
前作『Crystal Days』から11ヶ月ぶりとなる、12枚目のアルバム。
テーマは「物語」。本アルバム収録の楽曲に、「出逢い」「かたおもい」「りょうおもい」「日常」「別れ」「夢」「再会」「成長」「ハッピーエンド」「タイトルチューン」という筋書きで、ひとつひとつのストーリーを持たせた、コンセプトアルバム。「Sincerely」「忘れない。」「きっと ずっと」のPVを収録したDVDが同梱。
インストルメンタルである「Stories 〜prologue〜」以外は、飯塚とイズミカワソラの合同による作詞。
本アルバムを引っ提げて、ツアーライブ『Strawberry Summer Stories 2008』が2008年8月3日から23日まで行われた。8月23日に開催されたShibuya O-EAST公演の模様を収録したDVDが2009年1月3日にファンクラブおよびライブ会場限定で発売された。

## 批評
CDジャーナルは、「イズミカワソラ、堂島孝平らによる楽曲もポップでキュート」と評した。

## 収録内容
| #         | タイトル                               | 作詞                    | 作曲           | 編曲                 | 時間  |
| --------- | -------------------------------------- | ----------------------- | -------------- | -------------------- | ----- |
| 1.        | 「Stories 〜prologue〜」(Instrumental) |                         | 浅田信一       | 加藤みちあき         | 0:50  |
| 2.        | 「Sincerely」                          | 飯塚雅弓×イズミカワソラ | 浅田信一       | 加藤みちあき         | 4:38  |
| 3.        | 「明日晴れたなら」                     | 飯塚雅弓×イズミカワソラ | イズミカワソラ | 加藤みちあき         | 4:16  |
| 4.        | 「初めての1ページ」                    | 飯塚雅弓×イズミカワソラ | イズミカワソラ | 加藤みちあき         | 4:39  |
| 5.        | 「Always...Forever...」                | 飯塚雅弓×イズミカワソラ | イズミカワソラ | イズミカワソラ/marhy | 4:35  |
| 6.        | 「忘れない。」                         | 飯塚雅弓×イズミカワソラ | 堂島孝平       | 鈴木CHiBUN智文       | 4:28  |
| 7.        | 「Starry Night」                       | 飯塚雅弓×イズミカワソラ | イズミカワソラ | 加藤みちあき         | 5:32  |
| 8.        | 「きっと ずっと」                      | 飯塚雅弓×イズミカワソラ | cota           | 加藤みちあき         | 5:12  |
| 9.        | 「Love Knot」                          | 飯塚雅弓×イズミカワソラ | イズミカワソラ | 鈴木CHiBUN智文       | 4:23  |
| 10.       | 「Polaris」                            | 飯塚雅弓×イズミカワソラ | イズミカワソラ | 加藤みちあき         | 6:42  |
| 11.       | 「君へ続くストーリー」                 | 飯塚雅弓×イズミカワソラ | 長谷川智樹     | 長谷川智樹           | 5:40  |
| 合計時間: | 合計時間:                              | 合計時間:               | 合計時間:      | 合計時間:            | 50:55 |

| #  | タイトル          | 作詞 | 作曲・編曲 |
| -- | ----------------- | ---- | ---------- |
| 1. | 「Sincerely」     |      |            |
| 2. | 「忘れない。」    |      |            |
| 3. | 「きっと ずっと」 |      |            |

## 参加ミュージシャン
| Stories 〜prologue〜 - Strings：篠崎正嗣ストリングス Sincerely - Guitars & Keyboards & Programming：加藤みちあき - Bass：美久月千春 - Rhodes：松本圭司 - Drums：宮田繁男 - Strings：篠崎正嗣ストリングス 明日晴れたなら Polaris - Guitars & Keyboards & Programming：加藤みちあき 初めての1ページ - Guitars & Keyboards & Programming：加藤みちあき - Strings：篠崎正嗣ストリングス Always...Forever... - Keyboards & Programming & Chorus：イズミカワソラ - Guitars：加藤みちあき | 忘れない。 - Guitars & Keyboards & Programming：鈴木CHiBUN智文 Starry Night - Guitars & Keyboards & Programming：加藤みちあき - Chorus：イズミカワソラ きっと ずっと - Guitars & Keyboards & Programming：加藤みちあき - Piano：松本圭司 - Drums：宮田繁男 Love Knot - Guitars & Keyboards & Programming：鈴木CHiBUN智文 - Chorus：LK合唱隊 君へ続くストーリー - Guitars & Keyboards & Programming：長谷川智樹 |

## ツアー日程
| 日付          | 都市   | 会場               |
| ------------- | ------ | ------------------ |
| 2008年8月3日  | 横浜市 | ランドマークホール |
| 2008年8月16日 | 大阪市 | 心斎橋CLUB QUATTRO |
| 2008年8月23日 | 東京   | Shibuya O-EAST     |